# Sericostoma mesopotamicum
Sericostoma mesopotamicum är en nattsländeart som beskrevs av Mclachlan 1898. Sericostoma mesopotamicum ingår i släktet Sericostoma och familjen krumrörsnattsländor. Inga underarter finns listade i Catalogue of Life.